# Batalha de Cartago (698)

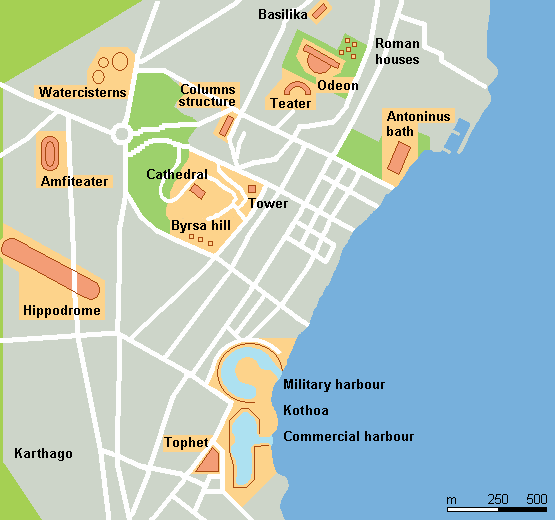
Mapa da Cartago moderna mostrando ruínas remanescentes da época púnica e romana.

A Batalha de Cartago foi travada em 698 entre as forças expedicionárias bizantinas e os exércitos do Califado Omíada. Tendo perdido Cartago para os muçulmanos, o imperador bizantino Leôncio enviou a marinha sob o comando de João, o Patrício, e o drungário Tibério Apsímaro. Eles entraram no porto da cidade e o recapturaram juntamente com a cidade num avassalador ataque-surpresa. As forças árabes recuaram para Cairuão.

## 40 000homens
O emir Haçane ibne Numane estava ocupado pacificando o território do Magrebe, mas retornou para enfrentar a renovada iniciativa bizantina contra o emergente califado. Em Cairuão, ele iniciou o planejamento para retomar Cartago na primavera seguinte. Estima-se que ele tenha conseguido juntar uma força de 40 000 homens. Os bizantinos emitiram um pedido de ajuda aos tradicionais aliados na região, os amazigues, e até mesmo para seus inimigos, os visigodos e os francos. Apesar de terem conseguido dominar a cidade no ataque-surpresa, os romanos estavam desorganizados. O exarca anterior, Genádio, já havia traído a causa dos cristãos e desertado para os muçulmanos e se tornado um vassalo.
Haçane ibne Numane, enfurecido por ter que retomar uma cidade que não resistira à conquista bizantina, não ofereceu termos além da total rendição ou a morte. O imperador Leôncio, infame por suas duras reações a fracassos, também tinha instruído suas tropas a vencer ou morrer. Os bizantinos assim seguiram em frente com uma tentativa de vencer uma luta direta e foram derrotados, posteriormente preferindo somente incitar a revolta entre os príncipes dos amazigues. O comandante bizantino, João, decidiu então esperar e aguentar um cerco atrás das muralhas de Cartago, esperando que os árabes se exaurissem, uma vez que ele ainda era capaz de receber suprimentos pelo mar. Os defensores, porém, enfrentavam uma força esmagadora que continuamente tentava escalar a muralha com escadas. Os árabes combinaram ainda o ataque por terra com outros pro mar e deixaram João e Apsímaro temerosos de serem encurralados na cidade. Ainda assim, a determinação dos defensores resultou numa segunda e definitiva destruição de Cartago. Os bizantinos recuaram para as ilhas de Córsega, Sicília e Creta, resistindo à expansão muçulmana e aguardando a raiva do imperador.

## Resultado
João, o Patrício, foi posteriormente assassinado numa conspiração comandada por seu co-comandante, Apsímaro. Ele, por sua vez, ao invés de tentar retornar para a África para lutar contra os muçulmanos, foi para Constantinopla. Após uma revolta vitoriosa, ele ascendeu ao trono como Tibério III e terminou posteriormente deposto pelo Justiniano II.
A conquista do Norte da África pelas forças do Islã estava agora quase completa e Haçane ibne Numane estava triunfante. Porém, logo Haçane se envolveu em conflitos com a tribo berbere dos zenetas sob a rainha Kahina. Eles infligiram uma séria derrota às suas forças e o fizeram recuar para Barca. Porém, em 702, o califa Abedal Maleque ibne Maruane enviou um poderoso reforço até ele que, reforçado e contando com o apoio da população local, conseguiu avançar. Haçane derrotou al-Kahina definitivamente na Batalha de Tabarca, a 136 quilômetros a oeste de Cartago. Em seguida, ele fundou a vila de Túnis a dezesseis quilômetros da destruída Cartago. Por volta de 705, Muça ibne Noçáir substituiu Haçane e pacificou a região.